# Marika Kilius
Marika Kilius (Frankfurt am Main, 24 maart 1943) is een voormalige Duitse schaatsster en schlagerzangeres.

## Jeugd
Marika Kilius is de dochter van een kapper en werd in Frankfurt am Main geboren.

## Carrière

### Als rolschaatsster
Toen ze vier jaar was, leerde Kilius rolschaatsen en werd op 15-jarige leeftijd rolschaats-wereldkampioen en tevens de jongste wereldkampioene aller tijden. Met Franz Ningel werd ze van 1955 tot 1957 Duits kampioene met rolschaatskunstrijden met paarrijden.

### Als kunstschaatsster
Marika Kilius begon met kunstschaatsen als solorijdster en wisselde vroeg naar het paarrijden. Haar eerste partner was Franz Ningel, met wie ze van 1955 tot 1957 Duits kampioen werd met het paarrijden. In dezelfde periode nam het koppel driemaal deel aan de Europese kampioenschappen in Boedapest, Parijs en Wenen en won daar steeds de bronzen medaille. Bij de wereldkampioenschappen wonnen Kilius en Ningel twee medailles. In 1956 in Garmisch-Partenkirchen wonnen ze brons en in 1957 in Colorado Springs werden ze vicewereldkampioen achter het Canadese koppel Barbara Wagner en Robert Paul. Bij de Olympische Spelen in Cortina d'Ampezzo misten ze op een haar een medaille met een vierde plaats.
In 1957 kreeg ze Hans-Jürgen Bäumler als nieuwe schaatspartner. Met hem werd ze in 1958, 1959, 1963 en 1964 Duits kampioen bij het paarrijden. Van 1959 tot 1964 werden ze zes maal achtereen Europees kampioen. Hun eerste zilveren wereldkampioenschapsmedaille wonnen ze in Colorado Springs (1959), achter het Canadese koppel Barbara Wagner en Robert Paul. In 1960 wonnen ze in Vancouver de bronzen medaille. In 1963 werden Kilius en Bäumler wereldkampioen in Cortina d'Ampezzo en in 1964 in Dortmund. Als koppel bestreden ze twee Olympische Winterspelen. Zowel in Squaw Valley (1960) als in Innsbruck (1964) wonnen ze de zilveren medaille, eerst achter het koppel Wagner en Paul, daarna achter Ljoedmila Belooesova en Oleg Protopopov uit de Sovjet-Unie. In 1964 echter werd hun de medaille geweigerd, nadat bekend werd, dat ze voor aanvang van de Olympische Spelen en profcontract hadden ondertekend bij Holiday on Ice. Daarom gaven ze de in 1964 gewonnen medailles in 1966 terug aan het IOC. In 1987 kregen ze de medailles terug en werden volledig gerehabiliteerd. Sindsdien worden ze door de International Skating Union (ISU) weer officieel als tweede erkend van de Olympische Spelen in 1964.
Vanaf 1964 traden beiden eerst op bij de Weense IJsrevue en ten slotte bij Holiday on Ice. Kilius en Bäumler maakten op het einde van juni 1966 tijden een showwedstrijd in Berlijn hun afscheid van de actieve sport bekend. In 2011 werd ze samen met Hans-Jürgen Bäumler opgenomen in de Hall of Fame van de Duitse sport.

## Muziek- en filmcarrière
Direct na de Olympische winterspelen in 1964 tekende Marika een platencontract bij de Duitse zijtak CBS van het Amerikaanse platenlabel Columbia Records. In februari 1964 bracht deze haar nieuwe single Wenn die Cowboys träumen, met als B-kant Zwei Indianer, op de markt, waarmee Marika de hitparade bestormde van het muziektijdschrift Musikmarkt met een tweede plaats. Net zo succesvol was het duet met Hans-Jürgen Bäumler, Honeymoon in St. Tropez, eveneens goed voor een tweede plaats. Verdere noteringen waren Kavalier, Kavalier (18), Ich bin kein Eskimo (23) en wederom een duet met haar schaatspartner Hans-Jürgen Bäumler Erst kam ein verliebter Blick (26). Tot 1965 nam ze vijf solo- en drie duetsingles (met Hans-Jürgen Bäumler) op .
Ook verleende ze in 1964 haar medewerking aan de première van de ijsrevuefilm Die große Kur, waarin ze zich zelf speelde en waarin ze haar bekende hits uit dit jaar ten gehore bracht, waaronder Honeymoon in St. Tropez met haar partner Hans-Jürgen Bäumler. De film kende in 1967 een vervolg onder de titel Das große Glück, ook samen met haar partner, die ook in 1971 meespeelde in de film Einer spinnt immer.

## Privéleven
In 1964 huwde Marika de 23-jarige Werner Zahn uit Sulzbach am Main/Frankfurt, de zoon van aansteker-fabrikant Hermann Zahn. Na haar scheiding huwde ze de Amerikaanse zakenman Jake Orfield, wat ook op een scheiding uitliep. Ze had uit haar eerste huwelijk twee kinderen en twee kleinkinderen.
In oktober 2006 was ze jurylid in de RTL-show Dancing on Ice, samen met haar ex-partner Hans-Jürgen Bäumler.

## Filmografie
- 1964: Die große Kür
- 1967: Das große Glück
- 1967: Jetzt schlägt's 13 (televisiefilm)
- 1971: Peter Alexander präsentiert Spezialitäten (televisieserie, een aflevering)
- 2009: Rabentage

## Discografie
Singles:
- 1964: Wenn die Cowboys träumen / Zwei Indianer aus Winnipeg
- 1964: Ich bin kein Eskimo / So ein Mann hat’s gut
- 1964: Honeymoon in St. Tropez / Nur der Mond ist schuld daran (met Hans-Jürgen Bäumler)
- 1964: Kavalier, Kavalier / Wenn die Rosen blühn in der Prairie
- 1965: Erst kam ein verliebter Blick / Himmelblaue Rosen gibt es nicht (met Fats & His Cats)
- 1966: Wenn junge Leute bummeln geh’n / Gaucho Musikant (met Hans-Jürgen Bäumler)
- 1966: Ich geh’ mit dir durch dick und dünn / Wenn du kommst wird alles wieder gut

- Gemeinsame Normdatei: 118747061
- International Standard Name Identifier: 0000 0000 0905 7274
- Library of Congress Control Number: n97872860
- MusicBrainz: 98a5b448-6892-46e4-bbe1-ac06b4d4b677
- Virtual International Authority File: 10641297
- WorldCat: E39PBJgCQ3GK3KmdP9hRK98wG3